# Chicago
 Ovo je glavno značenje pojma Chicago. Za druga značenja pogledajte Chicago (razdvojba).
Chicago je nakon New Yorka i Los Angelesa treći grad po veličini u Sjedinjenim Američkim Državama. Prema procjeni iz 2006. godine imao je 2.833.321 stanovnika. Chicago je ukupno četvrti grad po veličini na sjevernoameričkom kontinentu i sedmi grad po veličini na zapadnoj hemisferi. Njegovo metropolitansko područje ("područje utjecaja") obično se naziva Chicagoland, a obuhvaća osam okruga i nastanjuje oko 10 milijuna stanovnika.
Grad se nalazi u saveznoj državi Illinois, na zapadnoj obali jezera Michigan, a ujedno je i sjedište okruga Cook. Kad se ubroje sva prigradska naselja i obližnji velegrad Milwaukee, Chicago se može smatrati i središtem megalopolisa.

## Povijest
Područje danas poznato kao Chicago bilo je nekada selo Wea Indijanaca, plemena iz grupe Miami, te, kasnije, Potawatomi plemena. Današnje ime grada nastalo je od potawatomi riječi checagou, koji su od Miamija preuzeli riječ "shikaakwa" (naziv biljke Allium tricoccum, vrste divljeg luka tipične za područje). U sedamdesetim godinama 18. stoljeća prvi doseljenik Jean Baptiste Point du Sable, Haićanin afričkog porijekla, naselio se na nasipu rijeke Chicago. Godine 1795. Indijanci su područje Chicaga Sporazumom iz Greenvillea prepustili Sjedinjenim Državama u svrhe vojnog korištenja. Paul Revere ,nakon Američkog rata za neovisnost, osnovao je tvornicu sa svojim sinovima.Godine1803. izgrađena je tvrđava Dearborn, koja je uništena u masakru tijekom rata 1812., ali je bila ponovo izgrađena 1816., te je ostala u upotrebi do 1837.
Chicago je kao naselje nastao 12. kolovoza 1833. i tada je imao samo 350 stanovnika, a status grada dobio je 4. ožujka 1837.
Otvorenje kanala "Illinois and Michigan Canal" 1848. omogućilo je brodski prijevoz od Velikih jezera kroz Chicago, pa rijekom Mississippi sve do Meksičkog zaljeva. Prva željeznica izgrađena je također 1848. - "Galena and Chicago Union Railroad". Chicago je sa svojim cestovnim, željezničkim, vodenim i kasnije zračnim vezama ubrzo postao transportno središte Sjedinjenih Država, a time i dom trgovaca na malo poput tvrtki Montgomery Ward i Sears, Roebuck and Company, koje su nudile katalošku prodaju koristeći te veze.
Godine 1855. nadmorska visina grada je podignuta za 120 do 210 centimetara kako bi se građevine i ulice podigle iznad močvare.
Godine 1871. većina grada izgorijela je u velikom požaru. No, u sljedećim godinama Chicago se ponovo izgradio i njegova arhitektura postala je utjecajna diljem svijeta. Prvi neboder konstruiran je 1885. koristeći novu konstrukciju s čeličnim kosturom. Chicagov povratak na svjetsku scenu zapečaćen je svjetskim sajmom "World Columbian Exposition", održanim 1893.
Tijekom dvadesetih i tridesetih godina 20. stoljeća kontrolu nad velikim dijelom grada imali su gangsteri Johnny Torrio i Al Capone.
Godine 1974. završena je gradnja Sears Towera, koji je još uvijek najviši neboder u SAD-u i treći najviši na cijelom svijetu, ako se uzima u obzir samo visina na koju se uzdižu prostorije za boravak ljudi. Sears Tower je visok 442 metra i ima ukupno 110 katova, a vrhovi njegovih antena nalaze se na 519 metara iznad tla, te je po tom pravilu mjerenja najviši neboder na svijetu.

## Klima
Chicago ima klimu tipičnu za države američkog Srednjeg Zapada. Nagle promjene vremena, veliki razmaci u dnevnim temperaturama i nepredvidljive oborine glavne su značajke njegovih vremenskih prilika. Chicago ima četiri jasno definirana godišnja doba, iako se zna dogoditi da pojedino godišnje doba "zaluta" u mjesec u kojem se obično ne pojavljuje. Na primjer, u Chicagu je sniježilo u rujnu (1942.), te bilo 33°C u ožujku (1982.), a 8. veljače 1900. se čak dogodilo da je dnevna temperatura varirala u rangu od 31°C.
Najveća temperatura ikad zabilježena u Chicagu su neslužbeno izmjerena 44°C od 24. srpnja 1935., dok je najviša službeno zabilježena temperatura od 42°C izmjerena tijekom velikog toplotnog udara 17. srpnja 1995. Najniža službeno zabilježena temperatura od -33°C izmjerena je 11. siječnja 1982.

## Kultura
- Hrvatski etnički institut

## Šport
Chicago je grad iz kojeg dolaze brojne poznate sportske momčadi iz američkih profesionalnih liga. Najpoznatija je naravno košarkaška momčad šesterostrukih NBA prvaka Chicago Bullsa, a osim nje Chicago ima i klub američkog nogometa Chicago Bears, hokejaški Chicago Blackhawks, bejzbolske Chicago Cubs i Chicago White Sox, te nogometni Chicago Fire.
Svoje domaće utakmice košarkaši Bullsa i hokejaši Blackhawksa igraju u dvorani United Center, koja godišnje ugošćuje više od 200 manifestacija. Nogometne momčadi dijele stadion Soldier Field, a bejzbolske imaju zasebne stadione, pa tako Cubsi igraju na Wrigley Fieldu, a White Soxi na US Cellular Fieldu.

## Gradovi prijatelji
| - Accra (Gana) od 1989. - Amman (Jordan) 2004. - Atena (Grčka) 1997. - Beograd (Srbija) 2005. - Birmingham (Velika Britanija) 1993. - Busan (Južna Koreja) 2007. - Casablanca (Maroko) 1982. - New Delhi (Indija) 2001. - Durban (JAR) 1997. - Galway (Irska) 1997. - Göteborg (Švedska) 1987. - Hamburg (Njemačka) 1994. - Kijev (Ukrajina) 1991. - Lahore (Pakistan) 2007. |  | - Luzern (Švicarska) 1998. - Ciudad de México (Meksiko) 1991. - Milano (Italija) 1973. - Moskva (Rusija) 1997. - Osaka (Japan) 1973. - Pariz (Francuska) 1996. - Petah Tikva (Izrael) 1994. - Prag (Češka) 1990. - Šangaj (Kina) 1985. - Shenyang (Kina) 1985. - Toronto (Kanada) 1991. - Vilnius (Litva) 1993. - Varšava (Poljska) 1960. |

## Vanjske poveznice
- Službene internet stranice grada Chicaga
- Stranice gospodarske komore Chicagolanda
- Stranice turističkog ureda Chicaga
- Povijest Hrvata u Chicagu, hkv.hr, 19. prosinca 2008.

### Ostali projekti
|  | Zajednički poslužitelj ima stranicu o temi Chicago, Illinois |